# Morten Jay Jakobsen
Morten "Jay" Jakobsen er bassist i bandet Big Fat Snake samt i Sanne Salomonsens band.